# Hotel Islander
El Hotel Islander (en inglés: Islander Hotel) es un hotel en Puerto Moresby (Port Moresby),  la capital de Papúa Nueva Guinea. Se trata de un centro de conferencias importantes y ha sido sede de algunas figuras políticas notables y otros invitados distinguidos en los últimos años, siendo visto como "uno de los mejores lugares para conocer a los miembros del Parlamento de Papúa-Nueva Guinea".  antiguamente albergaba las oficinas del Banco Mundial, en Papúa Nueva Guinea.